# ザ・ブラックベリー・ジャムズ
『ザ・ブラックベリー・ジャムズ』（The Blackberry Jams）は、アメリカ合衆国のギタリスト、ジェイソン・ベッカーが2003年に発表したコンピレーション・アルバム。

## 解説
1987年から1988年にかけて、4トラックのマルチトラック・レコーダーで録音されたデモ音源が収録されている。本作には、ベッカーのソロ・アルバム『パーペチュアル・バーン』、カコフォニー名義のアルバム『ゴー・オフ』、カコフォニーでの盟友マーティ・フリードマンのソロ・アルバム『ドラゴンズ・キス』で正式な録音に至った曲も含まれている。
Eduardo Rivadaviaはオールミュージックにおいて5点満点中2.5点を付け「普通のアルバムとみなすことはできないが、真に優れた才能と比類なき大胆な魂を示した、現在進行形のドキュメントである」と評している。

## 収録曲
特記なき楽曲はジェイソン・ベッカー作曲。
1. ゴー・オフ! イントロ "Go Off! Intro" – 0:56
2. グローイン・グラビングリィ・トランセンデント "Groin-Grabbingly Transcendent" – 1:48
3. オピチューズ "Opitudes" – 5:32
4. チャーチ・オヴ・ア・ウィアード "Church of the Weird" – 4:01
5. メイベルズ・エアー…クッド・イット・ビー・エニィ・ファスター? "Mabel's Air...Could It Be Any Faster?" – 4:15
6. ショート・エックスレイ・アイズ "Short X-Ray Eyes" – 0:50
7. エアレイジ "Airage" – 1:29
8. パーペチュアル・バーン "Perpetual Burn" – 3:26
9. アシュラム・オヴ・ユー、リー "Ashram of You, Lee" – 3:17
10. イメージズ・イントロ "Images Intro" – 0:21
11. メイベル…シンプル・リトル・ニブリング "Mabel...Simple Little Nibbling" – 2:12
12. ジュエル "Jewel" (Jason Becker, Marty Friedman) – 1:44
13. カインド・オヴ・ライク・ア・スプリング "Kind of Like a Spring" – 0:56
14. エアー "Air" – 2:48
15. テン・イエロー・ポインティ・キティーズ "Ten Yellow Pointy Kitties" (J. Becker, M. Friedman) – 2:42
16. アブサード・テンプル・ジグ "Absurd Temple Jig" – 1:04
17. パート・オヴ・ストレンジャー "Part of Stranger" – 0:48
18. ゼアーズ・ザット "There's That" – 1:33
19. ブラック・キャット "Black Cat" (J. Becker, M. Friedman) – 4:14
20. リトル・リッペイジ "Little Rippage" – 0:35
21. パーペチュアル・テューズ "Perpetual Tudes" – 4:50
22. フロア・パイ "Floor Pie" – 1:06
23. エル・ベッケロ "El Beckero" – 1:04
24. ポーカス・アイ・セイ "Pocus I Say" – 1:38
25. コングロミレイション…ボーイ・ミーツ・ギター "Conglomeration...Boy Meets Guitar" – 5:10
26. リトル・ドゥエラー "Little Dweller" – 1:00
27. ジュエル・ナンバー2 "Jewel #2" (J. Becker, M. Friedman) – 2:49
28. ロング・エックスレイ・アイズ "Long X-Ray Eyes" (J. Becker, M. Friedman) – 4:58
29. アルティテュード・ジャム "Altitudes Jam" – 2:50
30. ベムズダーファーズ・ウーピング・スティック "Bemesderfer's Wooping Stick" (Mike Bemesderfer) – 1:14
31. イフ・イット・ワーント・ソー・パーディ・アイド・コール・イット・スキン・フルート "If It Weren't So Purdy I'd Call It Skin Flute" (M. Bemesderfer) – 2:31

## 参加ミュージシャン
- ジェイソン・ベッカー - ギター、キーボード、プログラミング他
- マーティ・フリードマン - キーボード(on #12, #27)、ギター(on #15, #27)
- マイク・ビーミスダーファー - ウインドシンセサイザー(on #30)、フルート(on #31)
- ダーレン・ドライヴァー - パーカッション(on #31)